# Goran Maksimović
Goran Maksimović (srbskou cyrilicí: Горан Максимовић; * 27. července 1963 Svetozarevo, dnes Jagodina) je srbský sportovní střelec, který reprezentoval Jugoslávii a posléze i Srbsko a Černou Horu. Na olympijských hrách v Soulu roku 1988 získal zlatou medaili ve vzduchové pušce na 10 metrů. V roce svého olympijského triumfu byl vyhlášen jugoslávským sportovcem roku (v tradiční anketě deníku Sportske novosti). Po skončení závodní kariéry se stal hlavním trenérem srbské střelecké reprezentace. Jeho dcera Ivana Maksimovićová se stala rovněž sportovní střelkyní a stříbrnou olympijskou medailistkou z roku 2012.